# Portland (Michigan)
Portland é uma cidade localizada no estado americano de Michigan, no Condado de Ionia.

## Demografia
Segundo o censo americano de 2000, a sua população era de 3789 habitantes.
Em 2006, foi estimada uma população de 3794, um aumento de 5 (0.1%).

## Geografia
De acordo com o United States Census Bureau tem uma área de 6,5 km², dos quais 6,2 km² cobertos por terra e 0,3 km² cobertos por água.

## Localidades na vizinhança
O diagrama seguinte representa as localidades num raio de 16 km ao redor de Portland.